# 1752 en arts plastiques
| Années des arts plastiques : 1749 - 1750 - 1751 - 1752 - 1753 - 1754 - 1755    |
| Décennies des arts plastiques : 1720 - 1730 - 1740 - 1750 - 1760 - 1770 - 1780 |

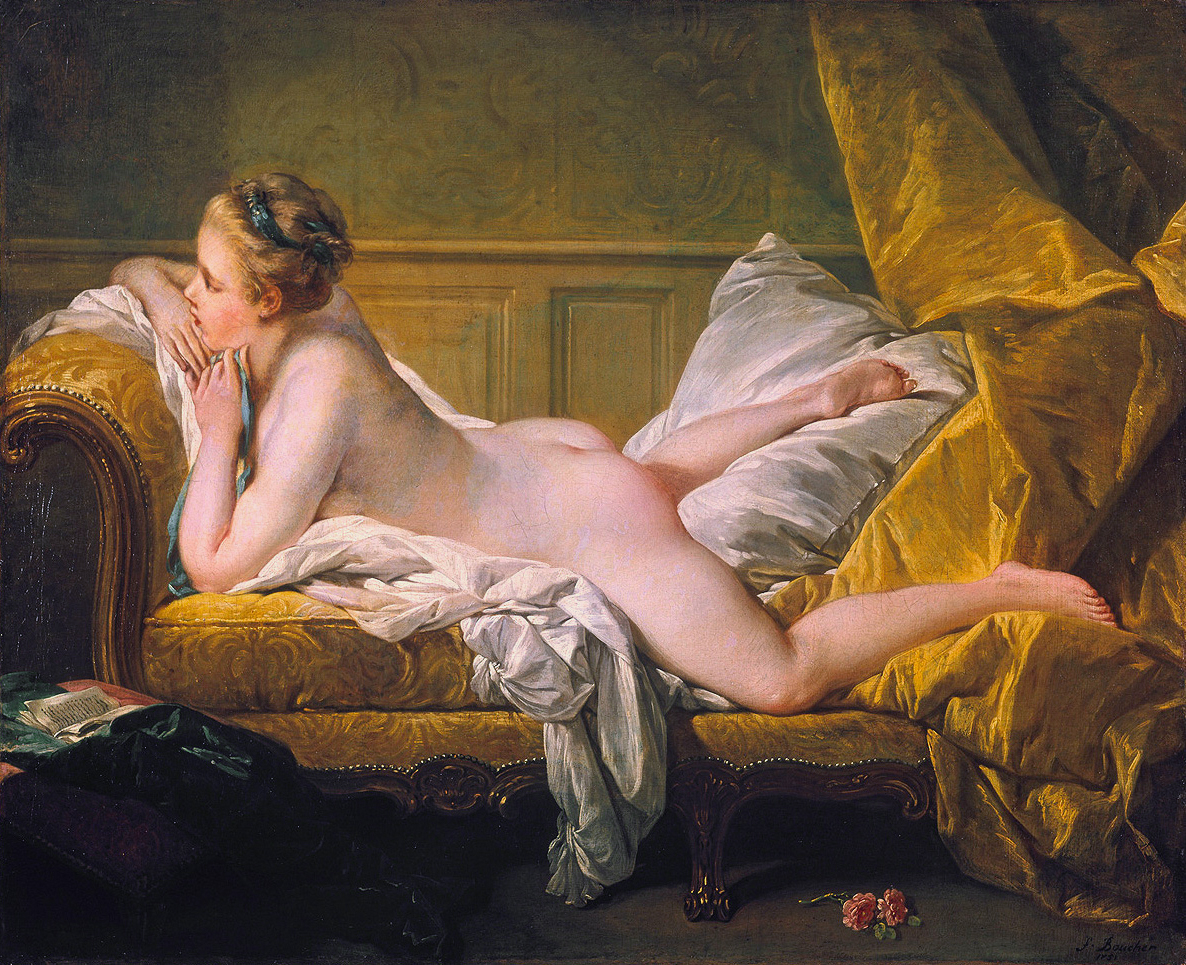
Nu étendu sur un sofa, de François Boucher.

Cette page concerne l'année 1752 en arts plastiques.

## Naissances
- 14 mars : Jean-Frédéric Schall, peintre français († 24 mars 1825),
- 28 avril : Matsumura Goshun, peintre de paysages et dessinateur japonais († 4 septembre 1811),
- 26 mai : Antoine Brice, peintre belge († 23 janvier 1817),
- 25 juillet : Alexandre Jean Noël, peintre français († 1834),
- 21 août : Antonio Cavallucci, peintre italien († 18 novembre 1795),
- 19 septembre : Martin Drolling, peintre français († 16 avril 1817),
- 26 septembre : Stefano Tofanelli, peintre italien († 29 novembre 1812),
- 12 octobre : Simón Brieva, graveur espagnol († 23 septembre 1795),
- Vers 1752 :
  - Marianne Trotter, peintre et graveuse irlandaise († 1777).

## Décès
- 26 janvier : Jean-François de Troy, peintre français (° 27 janvier 1679),
- 27 avril : Henri Antoine de Favanne, peintre français (°3 octobre 1668),
- 18 mai : Robert Tournières, peintre français (° 17 juin 1667),
- 24 mai : Charles Parrocel, peintre et graveur français (° 6 mai 1688),
- 14 juin : Charles Antoine Coypel, peintre français (° 11 juillet 1694),
- 26 août : Jacques Courtin, peintre français (° 1672),
- ? : Jacopo Amigoni, peintre italien (° 1682).